# کاخ استاد اعظم، والتا
کاخ استاد اعظم (مالتی: Il-Palazz tal-Granmastru) که رسماً با نام الپلازا (مالتی: Il-Palazz) شناخته می‌شود، قصری در والتا، مالت است. این کاخ بین قرن‌های ۱۶ و ۱۸ میلادی به‌عنوان اقامتگاه استاد اعظم شوالیه‌های سنت جان بود، که از ۱۵۳۰ تا ۱۷۹۸ بر مالت حکومت می‌کردند. اینچنین، به نام کاخ مجیستریال نیز شناخته می‌شد (مالتی: Palazz Maġisterjali). هنگامی که شوالیه‌ها توسط فرانسه ناپلئونی اخراج شدند، این بنا به کاخ ملی تبدیل شد. در دوره حکومت بریتانیا که از سال ۱۸۰۰ شروع شد، اینجا کاخ فرماندار یا پلازا تل گورناتور (مالتی: Palazz tal-Gvernatur) نام گرفته بود.
این کاخ در حال حاضر دفتر رئیس‌جمهور مالت است. همچنین از سال ۱۹۲۱ تا ۲۰۱۵ مقر پارلمان مالت بود. بخش‌هایی از ساختمان، یعنی اتاق‌های کاخ و اسلحه‌خانه قصر به‌عنوان موزه اداره می‌شود و برای عموم باز است. این ساختمان یک پروژه بازسازی بزرگ را به خود دید که در ۱۲ ژانویه ۲۰۲۴ آغاز شد.

## برای مطالعهٔ بیشتر
- Francesco Zerafa was responsible for major decorative designs added at the palace of the Grand Master during the reign of Zondadari (Vella, Theresa M. (June 2012). The paintings of the Order of St John in Malta (PDF) (Thesis). Faculty of Humanities, University of Bristol. p. 109.) They were sculpted by Gianni Pulisi (Attard, Christian (2013). "The sad end of Maestro Gianni". Treasures of Malta. Valletta: Fondazzjoni Patrimonju Malti. 19 (2): 47–51. ISSN 1028-3013. OCLC 499647242).
- Balcony – Mysteries Of the Maltese 'gallarija' (2)
- Protestant chapel, signal tower, arch link to library, etc. pp. 50–51.
- Signal Tower, built by Grandmaster de Rohan and the English Chapel. p. 40.
- Ancient and Modern Malta. The palace had at least four different doors at one point – and now has at least five; two in front, one from the side of the national library, one on the opposite site of the palace, close to the Greeks' church and one from the back, next to the stables, now the armoury museum. This excluding other small doors around the palace and a number of former shops, at the back, all of which are now walled up.